# Marsaskala
Marsaskala (officiële naam Wied il-Għajn; ook wel Marsascala genoemd, vaak afgekort geschreven als M'Skala of M'Scala) is een kustplaats en gemeente op het eiland Malta met 9298 inwoners (november 2005). In de zomermaanden wordt dit inwoneraantal uitgebreid naar zo'n 20.000 door de toestroom van vele toeristen. Marsaskala ligt rondom een natuurlijk haventje op de kop van de Marsaskala Bay.
Over de oorsprong van de plaatsnaam Marsaskala bestaan meerdere theorieën. Wat wel vaststaat is dat Marsa een Arabisch woord is dat "baai" betekent, maar over Skala wordt men het niet eens. Het zou afkomstig kunnen zijn van het Siciliaanse Sqalli gezien de frequente bezoeken van Siciliaanse vissers aan Malta, het kan afkomstig zijn van het Siciliaanse Piccola Cala dat "klein haventje" betekent, of het kan verwijzen naar een in de roten uitgehakte trap aan de waterrand omdat Skala ook "rechte trap" betekent.
Onder de Maltezers is Marsaskala beter bekend als Wied il-Għajn. Wied betekent "vallei" en Għajn (uitgesproken als ain) verwijst naar een verswaterbron. Wied il-Għajn betekent letterlijk "Vallei van de bron".
De St. Thomas Tower in Marsaskala is gebouwd door de Ridders van Sint Jan van Jeruzalem in opdracht van Grootmeester Alof de Wignacourt. De aanleiding hiervoor was een Ottomaanse aanval met zestig schepen op zuidelijk Malta in 1614. De Maltezers waren bang voor een herhaling van het Beleg van Malta en zagen in dat het land kwetsbaar was voor aanvallen vanaf het water.
De kerk van Marsaskala is gewijd aan Sint Anna. De jaarlijste festa ter ere van deze beschermheilige wordt gevierd op de laatste zondag van juli.

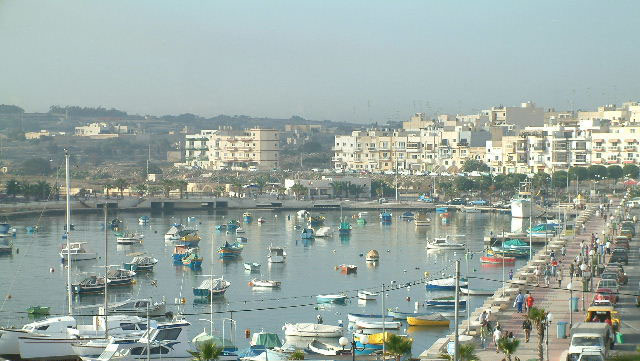
De baai van Marsaskala